# József Bognár
Pour les articles homonymes, voir Bognár.
Dans le nom hongrois Bognár József, le nom de famille précède le prénom, mais cet article utilise l’ordre habituel en français József Bognár, où le prénom précède le nom.
József Bognár, né le 5 février 1917 à Szombathely et mort le  3 novembre 1996, est un homme politique hongrois, bourgmestre de Budapest de 1947 à 1949.